# Gura Roșiei
Gura Roșiei (ungarisch Verespataktorka; auch Gurá Rosi) ist ein Dorf in der rumänischen Gemeinde Roșia Montană im Kreis Alba in Siebenbürgen.
Das Dorf erscheint nicht auf der Josephinischen Landesaufnahme von Transsilvanien in den Jahren 1769–1773. An dessen Stelle wurden mehrere Pochwerke („Stampf-Mühlen“) eingezeichnet, die zur Bearbeitung von Golderz dienten.